# Перехоплювач (шаблон проєктування)

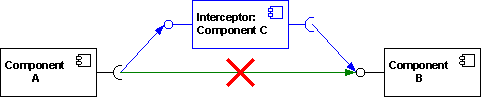
Приклад перехоплювача

Перехоплювач (англ. Interceptor) — шаблон проєктування, який використовують коли система хоче надати альтернативний спосіб виконання, або доповнити чинний цикл виконання додатковими операціями.
Важливо розуміти, що зміни є прозорими та використовується автоматично. По суті, решта системи не повинна знати, що щось додано або змінено, і може продовжувати працювати як раніше. Аби реалізувати цю логіку необхідно мати інтерфейс перехоплювача, який можна реалізувати та вбудувати у систему. Реєстрація перехоплювачів може відбуватись, під час компіляції або виконання програми або ж за допомогою конфігурацій.
Важливо також, щоб перехоплювач отримував стан систему через вхідні параметри, та при потребі міг їх міняти.

## Реалізація
Нехай дана система, яка реалізує клієнт-серверну архітектуру та автентифікацію за допомогою json web токенів. Тоді необхідно у кожний HTTP-запит додати токен. Щоб запобігти змінам у багатьох компонентах системи, напишемо перехоплювач HTTP-запитів, який буде додавати токен в заголовки запиту.
```
export
 
class
 
AddAuthHeaderInterceptor
 
implements
 
HttpInterceptor
 
{

  
constructor
(
private
 
authService
:
 
AuthService
)
 
{}

  
public
 
intercept
<
T
>
(
req
:
 
HttpRequest
<
T
>
,
 
next
:
 
HttpHandler
)
:
 
Observable
<
HttpEvent
<
T
>>
 
{

    
return
 
this
.
authService
.
getCurrentUserToken
().
pipe
(

      
mergeMap
(
token
 
=>
 
{

        
const
 
clonedRequest
 
=
 
req
.
clone
({

          
setHeaders
:
 
{

            
Authorization
:
 
`Bearer 
${
token
}
`

          
}

        
});

        
// передаємо копію запиту, а не оригінал, наступному обробнику

        
return
 
next
.
handle
(
clonedRequest
);

      
})

    
);

  
}

}

// реєстрація перехоплювача

@NgModule
({

  
providers
:
 
[

    
AuthService
,

    
{

      
provide
:
 
HTTP_INTERCEPTORS
,

      
useClass
:
 
AddAuthHeaderInterceptor
,

      
multi
:
 
true
,

    
},

  
],

})

export
 
class
 
AppModule
 
{}

```

Подібного можна досягнути при взаємодії сервера з іншим сервером.
```
public
 
class
 
HttpClientAuthorizationDelegatingHandler
 
:
 
DelegatingHandler

{

    
private
 
readonly
 
IHttpContextAccessor
 
_httpContextAccesor
;

    
public
 
HttpClientAuthorizationDelegatingHandler
(
IHttpContextAccessor
 
httpContextAccesor
)

    
{

        
_httpContextAccesor
 
=
 
httpContextAccesor
;

    
}

    
protected
 
override
 
async
 
Task
<
HttpResponseMessage
>
 
SendAsync
(
HttpRequestMessage
 
request
,
 
CancellationToken
 
cancellationToken
)

    
{

        
string
 
authorizationHeader
 
=
 
_httpContextAccesor
.
HttpContext
.
Request
.
Headers
[
"Authorization"
];

        
if
 
(
!
string
.
IsNullOrEmpty
(
authorizationHeader
))

        
{

            
request
.
Headers
.
Add
(
"Authorization"
,
 
new
 
List
<
string
>
()
 
{
 
authorizationHeader
 
});

        
}

        
string
 
token
 
=
 
await
 
GetToken
();

        
if
 
(
token
 
!=
 
null
)

        
{

            
request
.
Headers
.
Authorization
 
=
 
new
 
AuthenticationHeaderValue
(
"Bearer"
,
 
token
);

        
}

        
return
 
await
 
base
.
SendAsync
(
request
,
 
cancellationToken
);

    
}

    
private
 
Task
<
string
>
 
GetToken
()

    
{

        
const
 
string
 
ACCESS_TOKEN
 
=
 
"access_token"
;

        
return
 
_httpContextAccesor
.
HttpContext
.
GetTokenAsync
(
ACCESS_TOKEN
);

    
}

}

// та реєстрація

services

	
.
AddHttpClient
<
IServerApiClient
,
 
ServerHttpClient
>
()

	
.
AddHttpMessageHandler
<
HttpClientAuthorizationDelegatingHandler
>
();

```

Якщо нам необхідно додати логіку трасування про збереження об'єктів у базу даних при цьому не змінюючи чинний функціонал, ми також можемо написати перехоплювач метода.
```
public
 
class
 
MySaveChangesInterceptor
 
:
 
SaveChangesInterceptor

{

    
public
 
override
 
InterceptionResult
<
int
>
 
SavingChanges
(
DbContextEventData
 
eventData
,
 
InterceptionResult
<
int
>
 
result
)

    
{

        
Console
.
WriteLine
(
$"Зберігаємо зміни для {eventData.Context.Database.GetConnectionString()}"
);

        
return
 
result
;

    
}

    
public
 
override
 
ValueTask
<
InterceptionResult
<
int
>>
 
SavingChangesAsync
(
DbContextEventData
 
eventData
,
 
InterceptionResult
<
int
>
 
result
,
 
CancellationToken
 
cancellationToken
 
=
 
new
 
CancellationToken
())

    
{

        
Console
.
WriteLine
(
$"Зберігаємо зміни асинхронно для {eventData.Context.Database.GetConnectionString()}"
);

        
return
 
new
 
ValueTask
<
InterceptionResult
<
int
>>
(
result
);

    
}

}

// та реєстрація

protected
 
override
 
void
 
OnConfiguring
(
DbContextOptionsBuilder
 
optionsBuilder
)

{

    
optionsBuilder

        
.
AddInterceptors
(
new
 
MySaveChangesInterceptor
());

}

```

Даний шаблон також може бути корисний у системах орієнтованих на обробку повідомлень. 